# Memleket Partisi
Die Memleket Partisi (Kurzbezeichnung: Memleket; türkisch für „Heimatpartei“) war eine im Mai 2021 gegründete kemalistische Partei in der Türkei.

## Geschichte
Gründer der Partei ist Muharrem İnce, der von 2002 bis 2018 Abgeordneter der Cumhuriyet Halk Partisi (CHP) und von 2010 bis 2014 parlamentarischer Fraktionsführer der Partei war. Bei den Präsidentschaftswahlen 2018 war İnce Kandidat der CHP, unterlag jedoch Amtsinhaber Erdoğan in der ersten Runde. Beim Parteikongress 2018 trat er bei der Wahl zum Parteivorsitz gegen den Vorsitzenden Kemal Kılıçdaroğlu an, unterlag diesem jedoch dabei. İnce galt länger schon als Kritiker der Parteiführung, sodass er im September 2020 die politische Bewegung Memleket Hareketi („Heimatbewegung“) gründete, mit der er durch die Türkei tourte. Im Januar 2021 gab İnce bekannt, dass er aus der CHP ausgetreten sei und am 17. Mai 2021 wurde die Partei offiziell gegründet.
Bereits am 29. Januar 2021 gaben die CHP-Abgeordneten Özcan Özel, Hüseyin Avni Aksoy und Mehmet Ali Çelebi, die İnce nahestehen, ihren Austritt aus der Partei bekannt und wurden mit der Parteigründung Abgeordnete der Memleket Partisi im Parlament. Die Parteisprecherin Gaye Usluer war von 2011 bis 2018 ebenfalls CHP-Abgeordnete und gab im Mai 2021 bekannt, aus der CHP ausgetreten zu sein.
Im Juni 2025 kam es zur Wiedervereinigung mit der CHP.

## Parteiprogramm
Als Grund für seinen Austritt aus der CHP bzw. für die Gründung der Partei nennt İnce Fehlentwicklungen in der CHP, eine Abkehr der Partei von den Prinzipien Atatürks und falsche Oppositionspolitik, der er auch die Schuld an den Wahlerfolgen Erdoğans und der AKP gibt. İnce beschrieb die Partei als kemalistisch, republikanisch und demokratisch und als Ziele nannte er wirtschaftlichen Aufschwung, eine Demokratie der Beteiligung, das Primat des Rechts sowie Frieden und Sicherheit.
Der „Parteislogan“ lautet MAVİ (türkisch für blau) und steht für Memleket (Heimat), Adalet (Gerechtigkeit), Vicdan (Gewissen) und İş (Arbeit).